# Roberto Monzón
Roberto Monzón est un lutteur cubain spécialiste de la lutte gréco-romaine né le 30 mars 1978 à La Havane.

## Biographie
Lors des Jeux olympiques d'été de 2004 se tenant à Athènes, il remporte la médaille d'argent en combattant dans la catégorie des -60 kg.